# 2025 год в радио
Список 2025 год в радио описывает события в мире радиостанции, произошедшие или ожидаемые в 2025 году.

## События

### Февраль
- 3 февраля — Начало вещания «Юмор FM» в Бердянске на частоте 97.9 FM.

### Март
- 13 марта — Начало вещания «Юмор FM» в Ульяновске на частоте 98.1 МГц.

### Июль
- 23 июля — Начало вещания «Детское радио» в Мелитополе на частоте 99.8 МГц.